# 모바일 앱

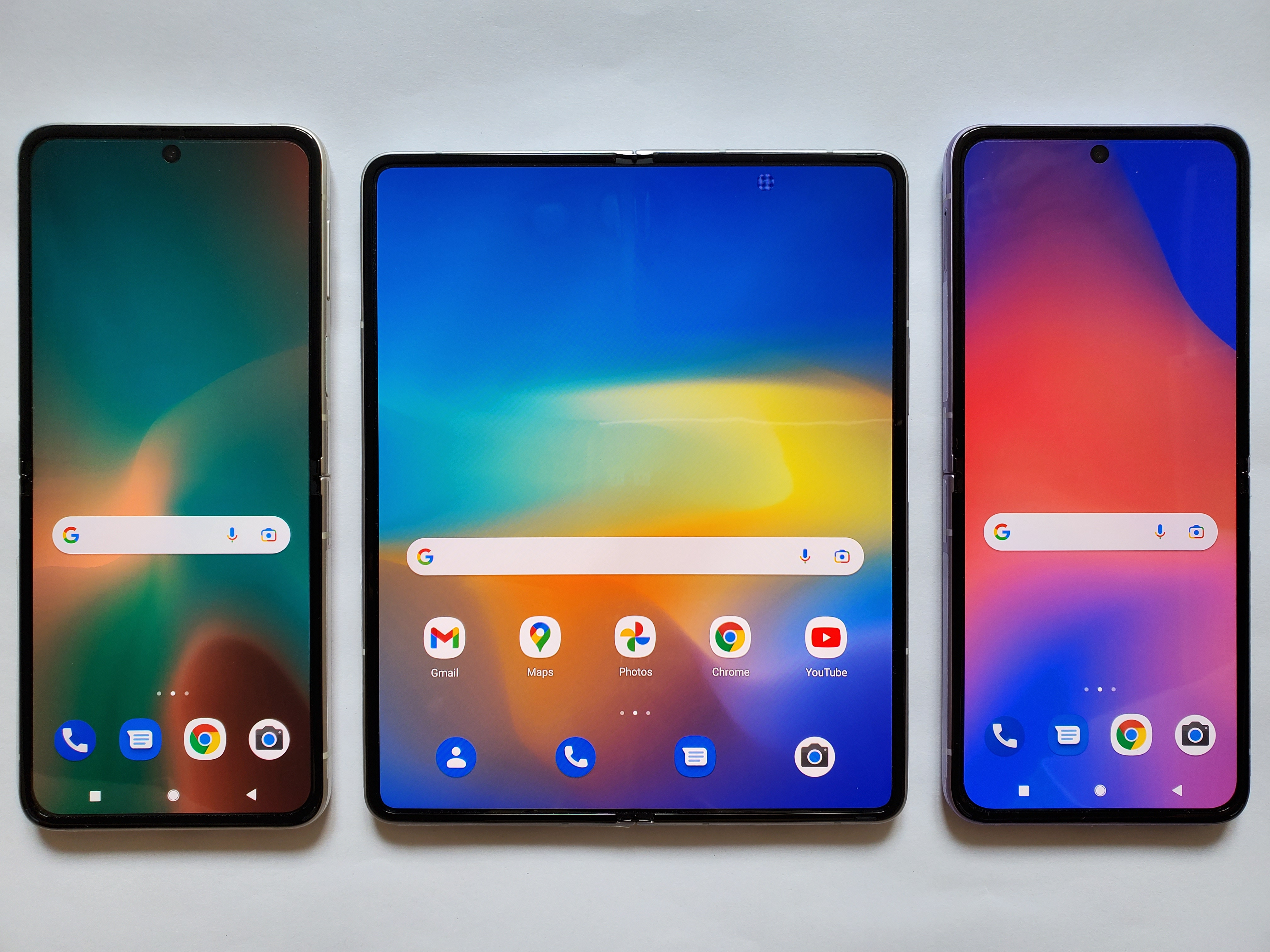
Google Android

모바일 앱(영어: mobile app) 또는 모바일 애플리케이션(mobile application)은 스마트폰, 태블릿 PC 등 모바일 장치에서 실행되는 응용 소프트웨어이다. 휴대폰, 태블릿 또는 시계와 같은 모바일 장치에서 실행되도록 설계된 컴퓨터 프로그램 또는 소프트웨어 애플리케이션이다. 모바일 애플리케이션은 데스크톱 컴퓨터에서 실행되도록 설계된 데스크톱 애플리케이션 및 모바일 장치에서 직접 실행되지 않고 모바일 웹 브라우저에서 실행되는 웹 애플리케이션과 대조되는 경우가 많다.
앱은 원래 이메일, 달력, 연락처 데이터베이스 등 생산성 지원을 목적으로 했지만 앱에 대한 대중의 수요로 인해 모바일 게임, 공장 자동화, GPS 및 위치 기반 서비스, 주문 추적, 티켓 등 다른 영역으로 급속히 확장되었다. 이제 수백만 개의 앱을 사용할 수 있다. 많은 앱에는 인터넷 접속이 필요하다. 앱은 일반적으로 디지털 유통 플랫폼의 일종인 앱스토어에서 다운로드된다.
이후 "애플리케이션"을 줄여서 "앱"이라는 용어가 매우 인기를 얻었다. 2010년에는 미국 방언 협회(American Dialect Society)가 선정한 "올해의 단어"로 선정되었다.
앱은 크게 네이티브 앱, 하이브리드 앱, 웹 앱의 세 가지 유형으로 분류된다. 기본 애플리케이션은 일반적으로 iOS 또는 안드로이드와 같은 모바일 운영 체제용으로 특별히 설계되었다. 웹 앱은 HTML5 또는 CSS로 작성되며 일반적으로 브라우저를 통해 실행된다. 하이브리드 앱은 자바스크립트, CSS, HTML5 등의 웹 기술을 사용하여 구축되며 기본 컨테이너로 위장한 웹 앱처럼 작동한다.

## 유형
모바일 애플리케이션은 다양한 방법으로 분류될 수 있다. 일반적인 방식은 네이티브, 웹 기반 및 하이브리드 앱을 구별하는 것이다.

### 네이티브 앱
특정 모바일 플랫폼을 대상으로 하는 모든 앱을 네이티브 앱이라고 한다. 따라서 애플 기기용 앱은 안드로이드 기기에서는 실행되지 않는다. 결과적으로 대부분의 기업은 여러 플랫폼용 앱을 개발한다.
전문가들은 기본 앱을 개발하는 동안 동급 최고의 사용자 인터페이스 모듈을 통합한다. 이는 더 나은 성능, 일관성 및 우수한 사용자 경험을 설명한다. 또한 사용자는 애플리케이션 프로그래밍 인터페이스에 대한 더 넓은 액세스의 이점을 누리고 특정 장치의 모든 앱을 무제한으로 사용할 수 있다. 또한 한 앱에서 다른 앱으로 쉽게 전환할 수도 있다.
이러한 앱을 만드는 주요 목적은 특정 모바일 운영 체제에 대한 최상의 성능을 보장하는 것이다.

### 웹 기반 앱
웹 기반 앱은 HTML, CSS, 자바스크립트의 표준 웹 기술로 구현된다. 일반적으로 적절한 행동이나 오프라인 사용에 비해 모든 기능을 사용하려면 인터넷 액세스가 필요하다. 전부는 아니지만 대부분의 사용자 데이터는 클라우드에 저장된다.
이러한 앱의 성능은 브라우저에서 실행되는 웹 애플리케이션과 유사하며, 동등한 기본 앱보다 눈에 띄게 느릴 수 있다. 또한 기본 앱과 동일한 수준의 기능이 없을 수도 있다.

### 하이브리드 앱
하이브리드 앱의 개념은 네이티브 앱과 웹 기반 앱이 혼합된 것이다. 아파치 코도바, 플러터, Xamarin, 리액트 네이티브, 센차 터치(Sencha Touch) 및 기타 프레임워크를 사용하여 개발된 앱이 이 범주에 속한다.
이는 여러 플랫폼에서 웹 및 기본 기술을 지원하도록 만들어졌다. 게다가 이러한 앱은 개발이 더 쉽고 빠르다. 여러 모바일 운영 체제에서 작동하는 단일 코드베이스를 사용한다.
이러한 장점에도 불구하고 하이브리드 앱은 낮은 성능을 보인다. 종종 앱은 다양한 모바일 운영 체제에서 동일한 모양과 느낌을 유지하지 못한다.

## 배포
최대의 3대 앱 스토어는 구글 플레이, 안드로이드 (운영체제), 앱 스토어 (iOS/iPadOS)(iOS), 윈도우 10, 윈도우 10 모바일, 엑스박스 원용 마이크로소프트 스토어이다.

### 구글 플레이
구글 플레이는 구글이 안드로이드 기기용으로 개발한 국제 온라인 소프트웨어 스토어이다. 2008년 10월에 오픈했다. 2013년 7월에는 구글 플레이 스토어를 통해 다운로드된 앱 수가 100만 개가 넘는 앱 중 500억 개를 넘어섰다. 스태티스타(Statista)에 따르면 2016년 9월 기준 사용 가능한 앱 수가 240만 개를 넘었다. 구글 플레이 스토어에 있는 앱 중 80% 이상이 무료로 다운로드할 수 있다. 2015년 이 매장은 60억 달러의 매출을 올렸다.

### 기타
- 아마존 앱스토어
- 블랙베리 월드
- 오비 (노키아)
- 윈도우 폰 스토어
- 윈도우 스토어
- 삼성 갤럭시 스토어
- 일렉트로닉 앱래퍼

## 같이 보기
- 모바일 상거래
- 앱 스토어 최적화
- 슈퍼앱